# ラ・リューヌ
- ラ・ルーヌ

ラ・リューヌ峰またはラ・ルーヌ峰（フランス語: La Rhune）は、ピレネー山脈最西端に存在する山である。スペイン語またはバスク語ではラルン峰またはラルン山（スペイン語: Larrún, バスク語: Larhun）。かつてはフランス語でLarrunやLarhuneとも表記した。

## 地理
山頂の標高は905メートル、プロミネンス（山麓からの比高）は670メートル。山頂はフランス・アキテーヌ地域圏ピレネー＝アトランティック県とスペイン・ナバーラ州にまたがっており、バスク地方のラブールとナバーラの境界でもある。北側斜面（フランス領）に降った雨はやがてニヴェル川となってサン＝ジャン＝ド＝リュズでビスケー湾に注ぐ。南側斜面（スペイン領）に降った雨はやがてビダソア川となってチングディ湾都市圏（アンダイエ＝イルン＝オンダリビア）でビスケー湾に注ぐ。
一般的にはラ・リューヌ峰がピレネー山脈の最西端にある山だとされ、この山より西側には大西洋に至るまで著名なピークは存在しない。しかし、チングディ湾都市圏を隔ててさらに西側にあるハイスキベル(547m)がピレネー山脈の最西端であるとされることもある。このような位置にあることから山頂からの視界は開けており、ビスケー湾、サン・セバスティアン都市圏（スペイン）やビアリッツ都市圏（フランス）の町並み、ピレネー山脈西部の稜線を見渡すことができる。フランス側の山麓にはフランスの最も美しい村に登録されているサールとアイノアがある。

## 歴史
19世紀初頭のスペイン独立戦争末期にはこの山が防御地点としてフランス軍に使用された。1813年11月10日のニヴェルの戦いでは、イギリス＝スペイン同盟軍のウェリントン公爵アーサー・ウェルズリーの軍隊が、フランス軍のニコラ＝ジャン・ド・デュ・スールト大元帥の軍隊に勝利した。
初めて登頂した著名人は、1859年に登頂したウジェニー・ド・モンティジョ（ナポレオン3世妃）である。この頃は登山鉄道の建設前であるため、ウジェニーはラバの背中に乗って登頂したとされており、山頂のオベリスクに彼女の名が刻まれている。
フランス＝スペイン国境に近いことから、ラ・リューヌ峰の山麓は何世紀にもわたって重要な密輸ルートとして使用された。1930年代後半のスペイン内戦や1940年代の第二次世界大戦の際には亡命者がこの山を越えた。

## 文化

### 魔女伝説
ラ・リューヌ峰にはドルメンやストーンサークル、他の新石器時代の遺物があり、バスク人の文化において象徴的な地位を占めている。ラ・リューヌ峰はバスク神話における聖地であり、エレンスゲ（竜）の住処とされている。バスク地方における魔女の集会（サバト）であるアケラレや魔術儀式の場として知られている。18世紀までこの地域の村々は、魔女が村々に近づかないよう、また良い風が吹くように、ラ・リューヌ峰の頂上で隠遁者として生きる修道士に金銭を支払っていた。

### 現代の文化
今日のラ・リューヌ峰は散策やハイキングに人気の場所であり、西端の大西洋から東端の地中海までピレネー山脈を800kmに渡って貫いているピレネー高原自然遊歩道(HRP)の最初のピークである。斜面では牛、ポトック（馬）、マネック（羊）が放牧されている。ラ・リューヌ峰は現在でもバスク文化の象徴的な場所であり続けており、この地域の多くの宿屋や食堂がラ・リューヌという名前を冠している。

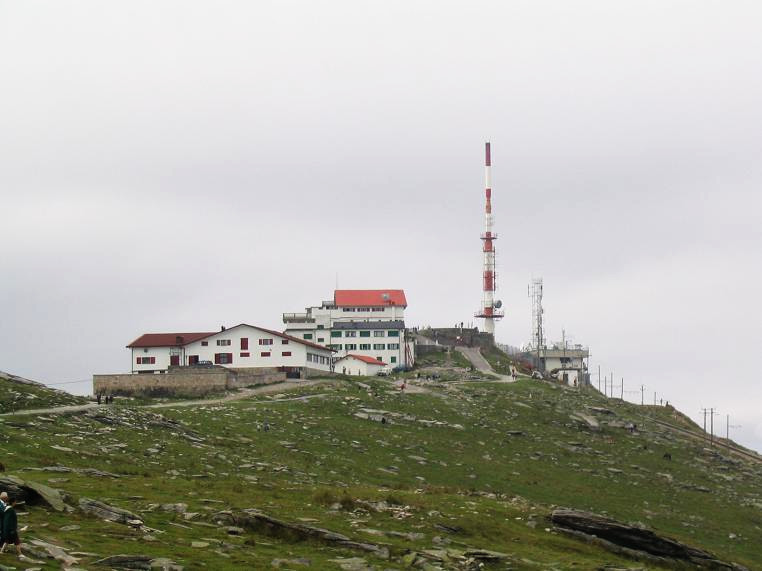
山頂
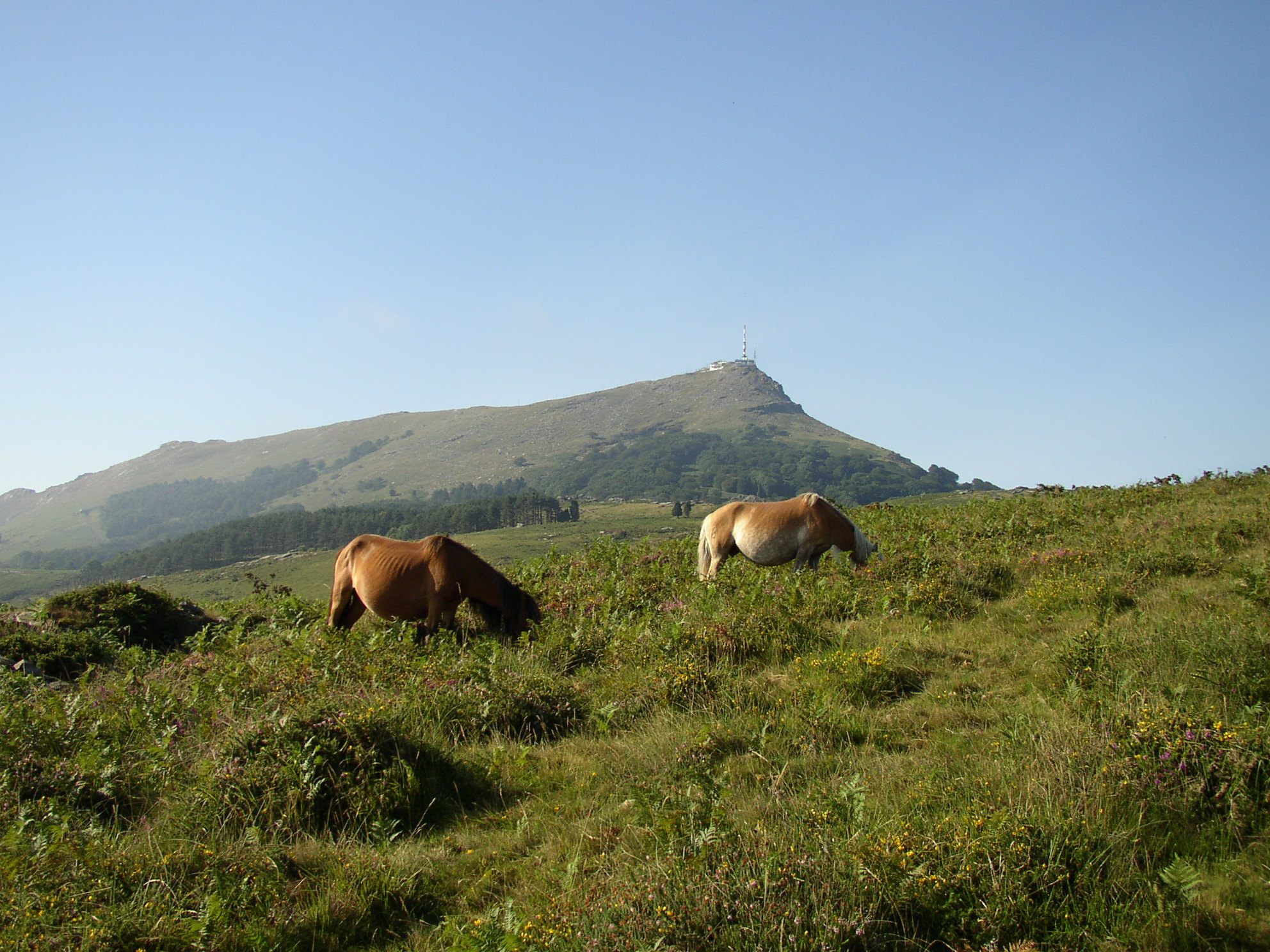
山麓で草を食むポトック
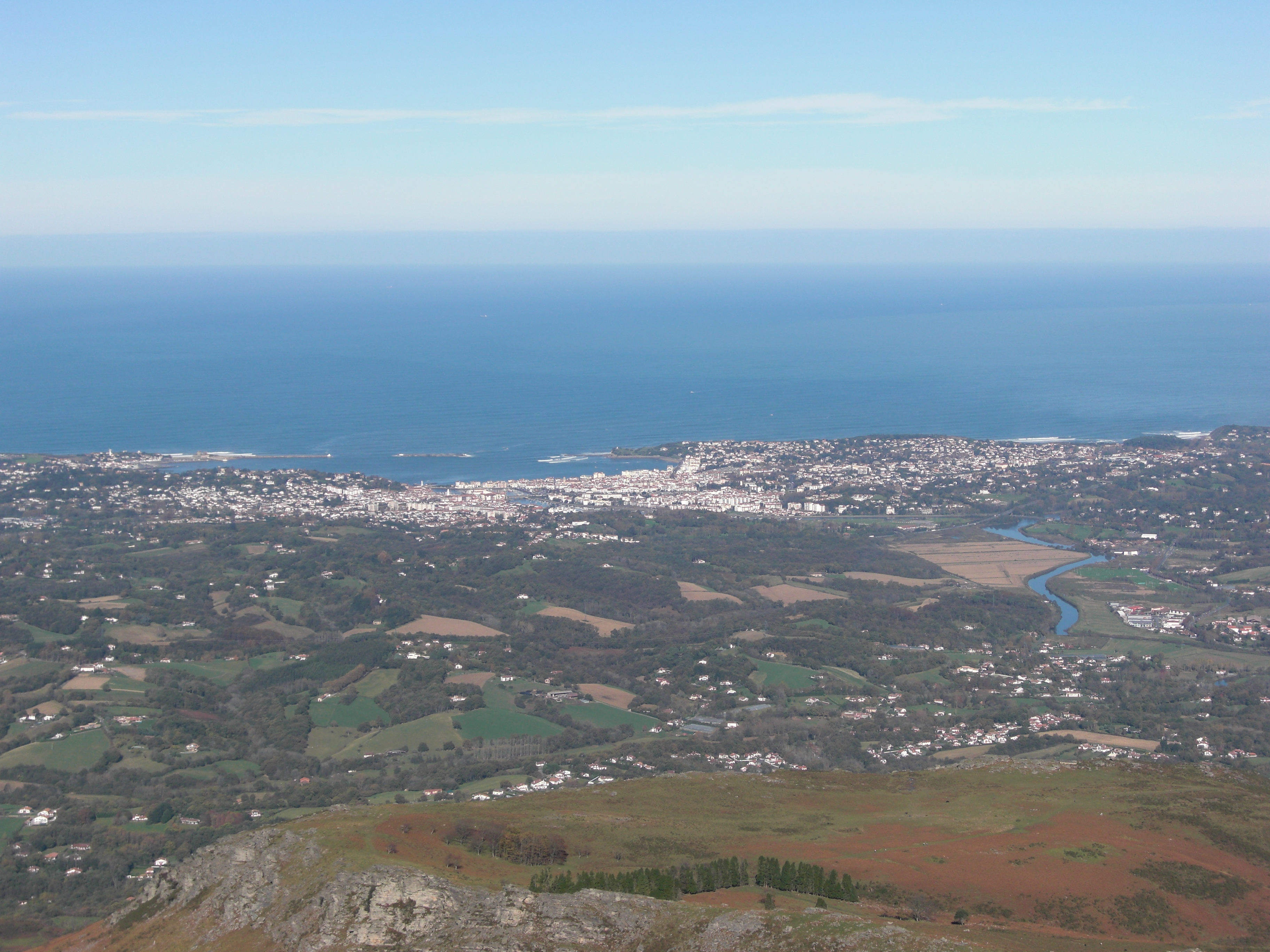
ラ・リューヌ峰から見たサン＝ジャン＝ド＝リュズ
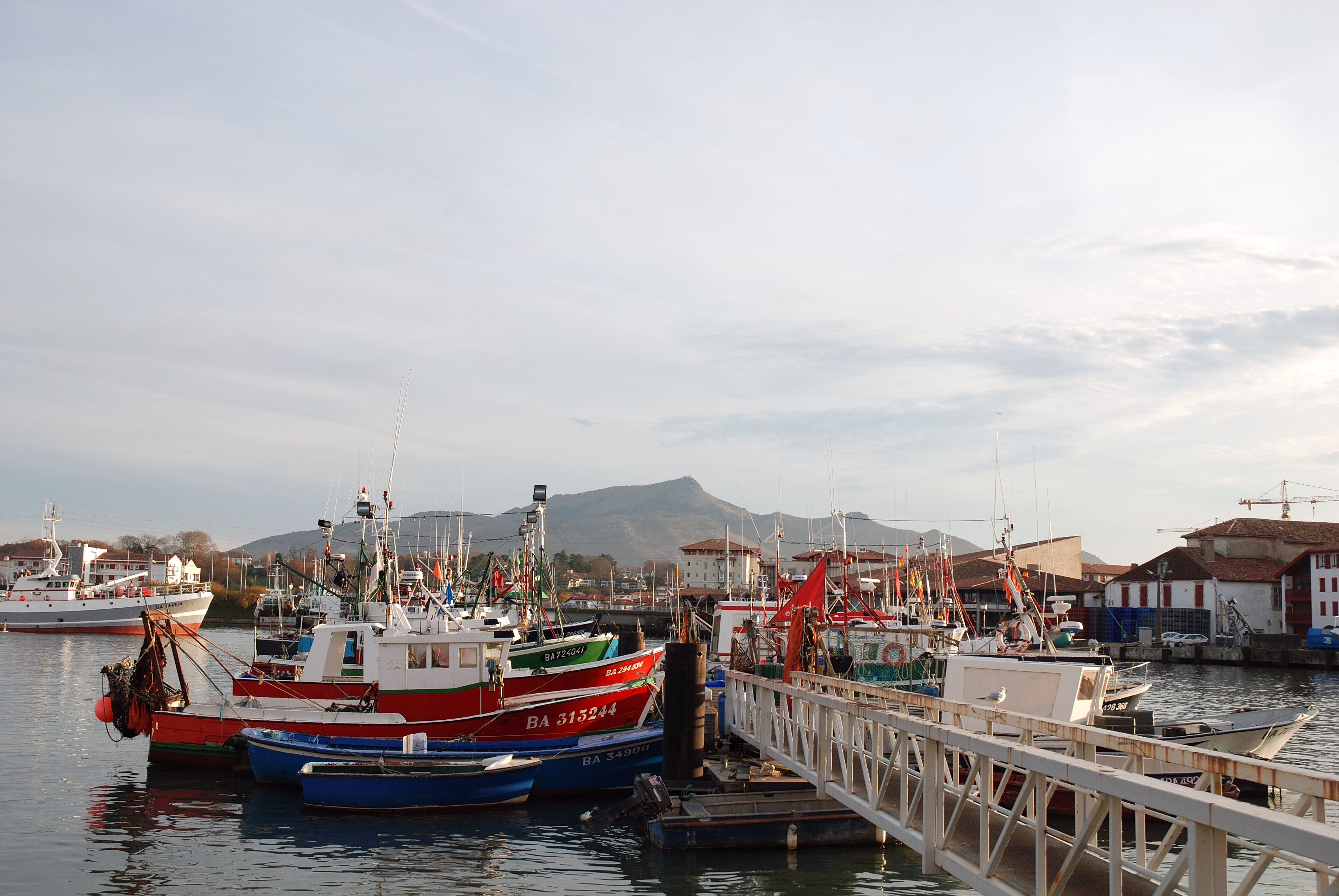
サン＝ジャン＝ド＝リュズの街並みとラ・リューヌ峰
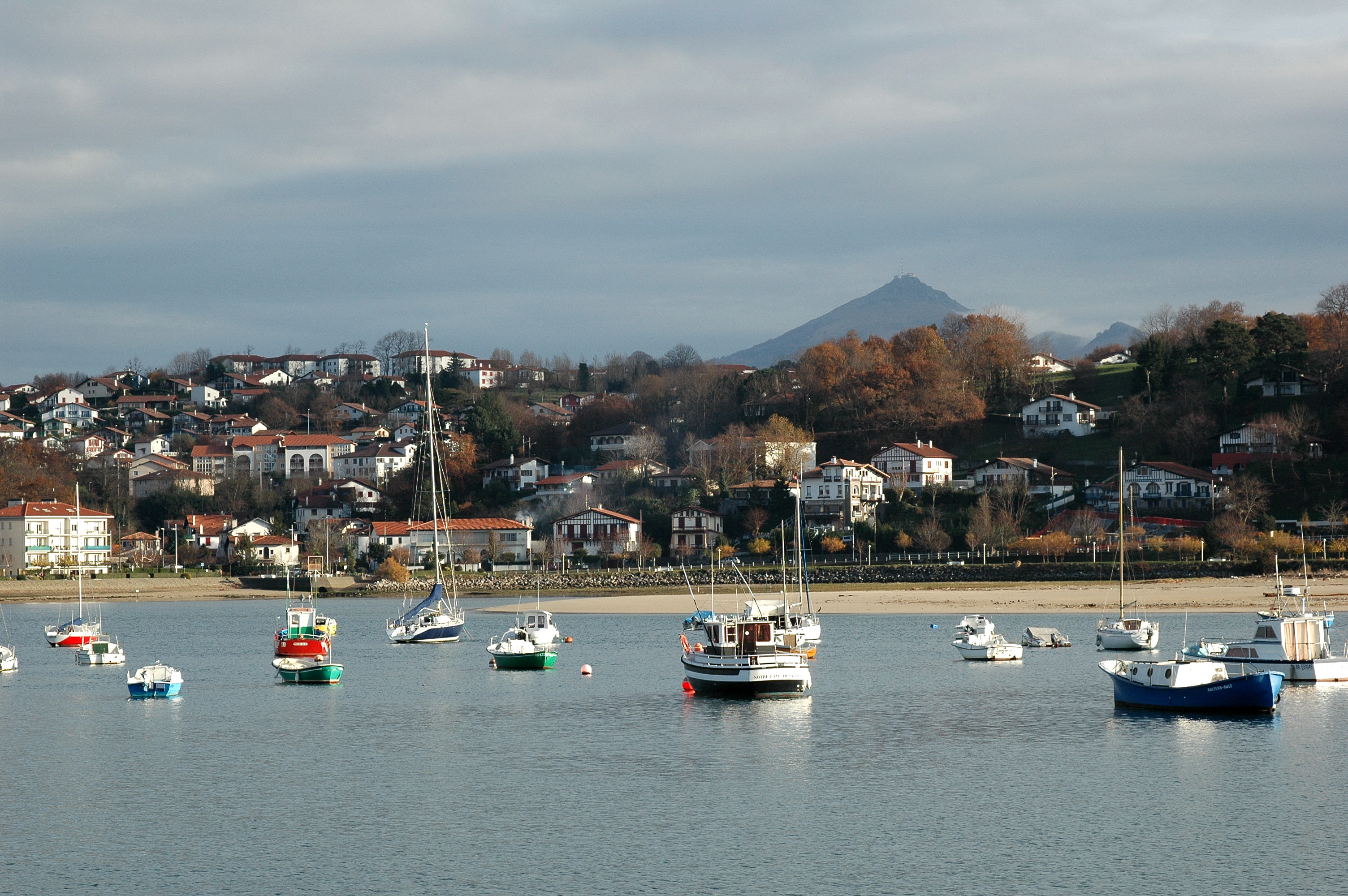
アンダイエの街並みとラ・リューヌ峰
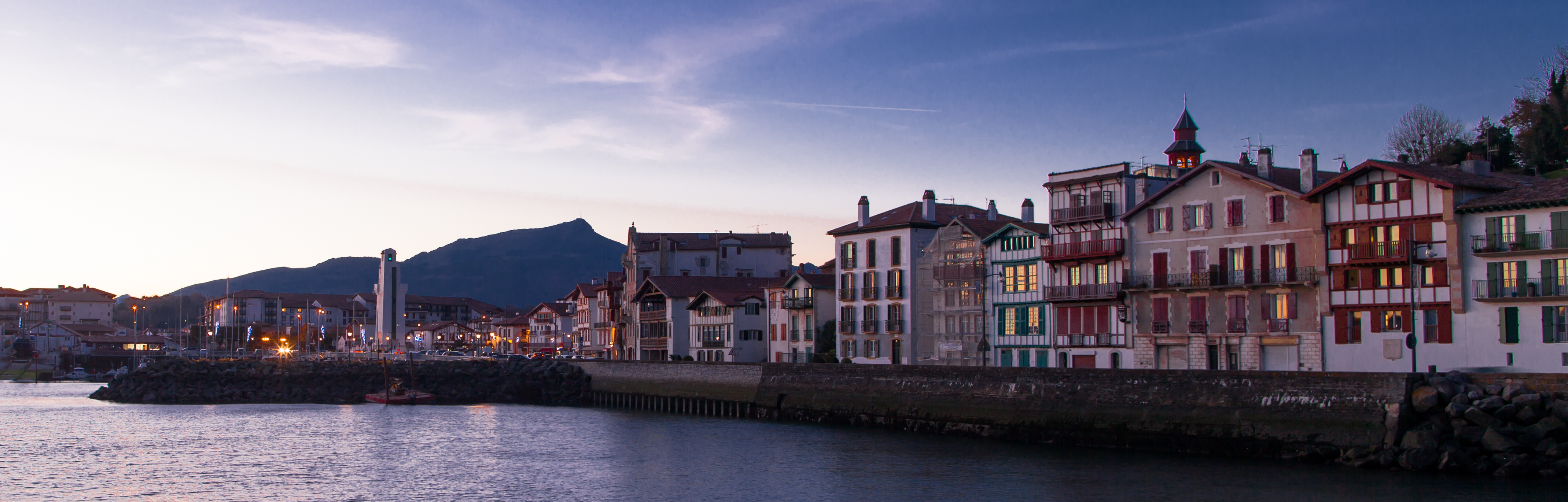
シブールの街並みとラ・リューヌ
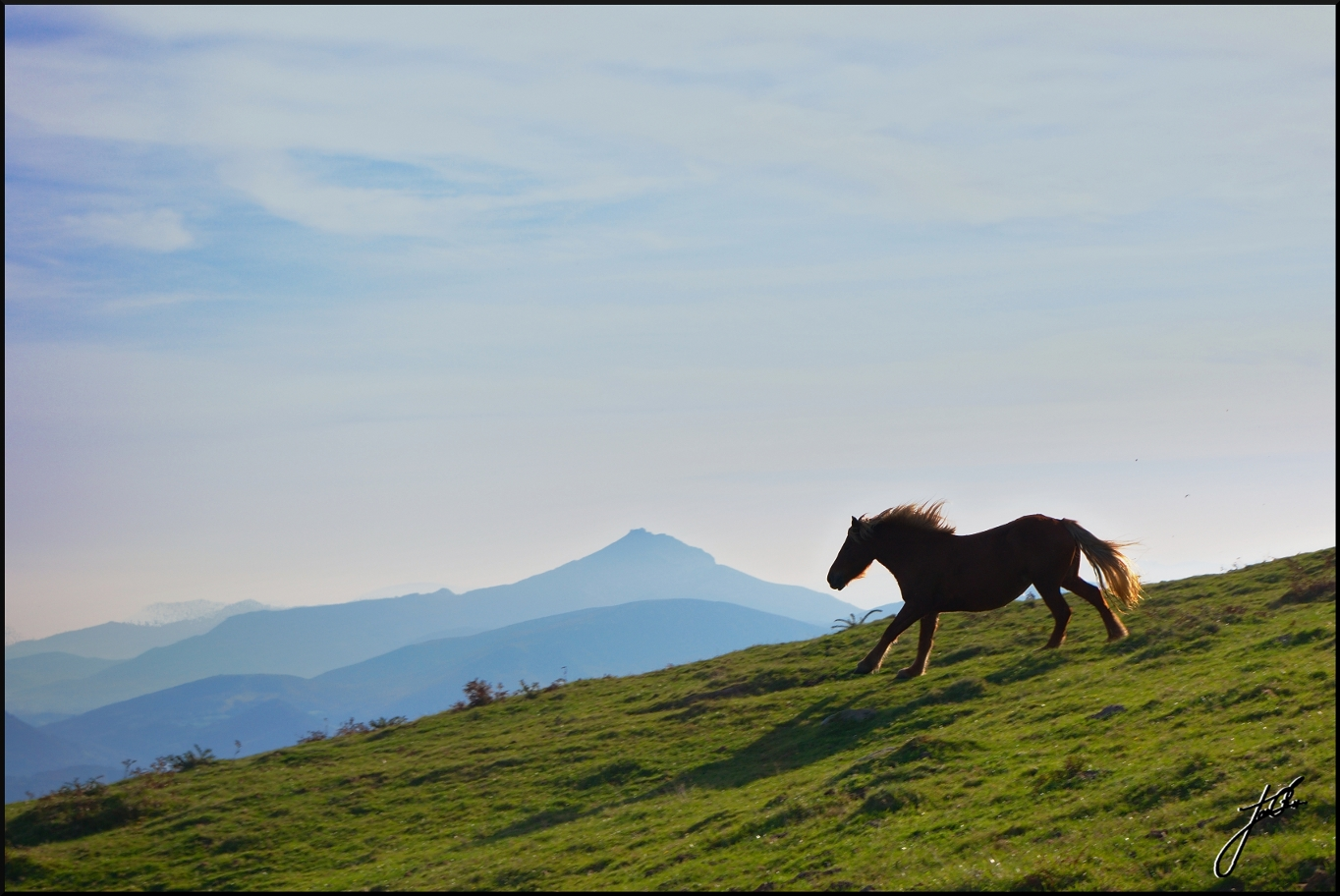
ハイスキベルから見たラ・リューヌ峰

## 登山鉄道
ラ・リューヌ登山鉄道はラック式鉄道（Strub方式）の登山鉄道であり、ビスケー湾岸のサン＝ジャン＝ド＝リュズから東10kmの距離にあるコル・デ・サン＝ティニャスとラ・リューヌ峰の山頂付近を結んでいる。軌間は1,000mm（メーターゲージ）。ラ・リューヌ峰の山頂はスペインとフランスにまたがっているが、登山鉄道の線路自体は全線がフランス領にある。現在でも三相交流方式を用いている世界で4つしかない路線のひとつであり、開業当時の車体が現在も使用されている。運行期間は3月中旬から11月初旬までであり、冬季は運行されていない。